# George Hennessy (1er baron Windlesham)
George Hennessy, 1er baron de Windlesham (en), né le 23 mars 1877 au château de Bagnolet et mort le 8 octobre 1953 à Londres, est un militaire et homme politique britannique d'origine française.

## Biographie
George Hennessy est le fils de Richard Hennessy (négociant en cognac et fils de Richard Auguste Hennessy) et de sa cousine germaine Martha Lucy Hennessy (éleveuse de chevaux de course et remariée à lord James Edward Sholto Douglas, des marquis de Queensberry), tous deux petits-fils de Jacques Hennessy, de la maison de cognac Hennessy. Il est le grand-père de David Hennessy (3e baron Windlesham).
Il sert pendant la Première Guerre mondiale comme major dans le King's Royal Rifle Corps et dans l'état-major de la 8e division.
En 1918, il est élu au parlement pour Winchester, un siège qu'il occupe jusqu'en 1931, et sert sous Bonar Law et Baldwin en tant que Junior Lord of the Treasury de 1922 à 1924 et de 1924 à 1925, en tant que vice-chamberlain de la Maison de 1925 à 1928 et comme trésorier de la maison de 1928 à 1929. Hennessy occupe également ce dernier poste de septembre à novembre 1931 au sein du gouvernement national de Ramsay MacDonald. De 1931 à 1941, il est vice-président du Parti conservateur et unioniste.
Hennessy est créé baronnet, de Windlesham dans le comté de Surrey, en 1927, et le 22 février 1937 il est élevé à la pairie comme baron Windlesham, de Windlesham dans le comté de Surrey.

## Pour approfondir